# Charles Pozzi
Charles Pozzi, all'anagrafe Carlos Alberto Pozzi (Parigi, 27 agosto 1909 – Levallois-Perret, 28 febbraio 2001), è stato un pilota automobilistico francese.
Partecipò al solo Gran Premio di Francia 1950 con una Talbot-Lago, terminando la gara in sesta posizione e condividendo la vettura con Louis Rosier.

## Carriera
Nato a Montmartre, rimase orfano di padre durante la prima guerra mondiale. Negli anni seguenti si dedicò agli studi, che abbandonò durante l'università per dedicarsi al più redditizio business della vendita di automobili, con cui riusciva a mantenersi. Nel 1932 venne assunto dalla Ford, ma ben presto si dedicò al mercato delle auto di lusso, che gli permetteva più cospicui guadagni. Con lo scoppio della seconda guerra mondiale si trasferì a Montauban, vicino a Tolosa, dove si dedicò alla costruzione di automobili e alla gestione di un'azienda carbonifera.
Terminato il conflitto cominciò a disputare diverse gare da pilota privato, pur continuando le sue normali attività lavorative. Strinse poi amicizia con Eugène Chaboud, con cui iniziò anche una collaborazione nel mondo delle corse, da cui nacque il team Lutetia, fondato dai due piloti. Pozzi si dedicò in particolare alle gare di durata, in cui ottenne alcune vittorie nel 1949. L'anno seguente ebbe anche l'occasione di debuttare in Formula 1 al Gran Premio di Francia, concluso al sesto posto.
Successivamente per molti anni si è dedicato al commercio di Rolls-Royce e Chrysler. Nel 1953 vendette la prima Ferrari ed ebbe talmente tanto successo da divenire nel 1969 l'unico importatore di tali vetture in Francia. Dagli anni settanta alla sua morte diresse un suo team di vetture sport prototipo. Charles Pozzi passa anche alla storia per aver convinto Enzo Ferrari ad usare un particolare blu, detto appunto blu Pozzi, per le sue auto, colore che gli venne suggerito dal suo fornitore di cravatte regimental di Milano che si chiamava come lui ed erano amici: Claudio Tridenti Pozzi.

## Risultati in Formula 1
| 1950 | Scuderia      | Vettura          |  |  |  |  |   |  |  | Punti | Pos. |
| ---- | ------------- | ---------------- |  |  |  |  | - |  |  | ----- | ---- |
| 1950 | Ecurie Rosier | Talbot-Lago T26C |  |  |  |  | 6 |  |  | 0     |      |

| Legenda | 1º posto     | 2º posto | 3º posto    | A punti         | Senza punti/Non class.  | Grassetto – Pole position Corsivo – Giro più veloce |
| Legenda | Squalificato | Ritirato | Non partito | Non qualificato | Solo prove/Terzo pilota | Grassetto – Pole position Corsivo – Giro più veloce |